# Дамиан (патриарх Иерусалимский)
Патриа́рх Дамиа́н; греч. Πατριάρχης Δαμιανός Α΄, в миру Дими́триос Касио́тис, греч. Δημήτριος Κασιώτης; 10 июля 1848, Маратокамбос, остров Самос — 14 августа 1931, Иерусалим) — епископ Иерусалимской православной церкви, патриарх Иерусалимский.

## Биография
Получил образование в пифагорской гимназии острова Самос. Женился, однако вскоре овдовел, после чего приехал в Иерусалим и в 1873 году принял монашество, диаконский затем священнический сан.
Занимал различные посты в Иерусалимской Патриархии. Некоторое время был наместником Иерусалимского подворья в Таганроге.
В 1881—1887 годы в сане архимандрита был экзархом в Грузии.
В 1887—1888 годы представителем Иерусалимского Патриархата в Константинополе.
В 1891 году назначен патриаршим наместником в Вифлееме.
28 февраля 1893 года рукоположён в архиепископа Филадельфийского.
В качестве архиепископа Филадельфийского Дамиан представлял Иерусалимскую Церковь на торжествах по поводу коронации императора Николая II в 1896 году в Москве.
По смерти в феврале 1897 года Иерусалимского патриарха Герасима II избран Местоблюстителем Патриаршего престола. Продолжавшаяся около полугода борьба вокруг кандидатуры нового патриарха завершилась избранием архиепископа Дамиана. Интронизация состоялась 15 августа 1897 года.
По отзывам современников, Патриарх Дамиан пользовался всеобщим уважением за безупречную жизнь и мягкий характер, но эта же мягкость и нерешительность не позволяли ему с должной строгостью руководить клиром и паствой.
Осенью 1908 года в Палестине начались выступления арабского православного населения с требованиями уравнения в правах арабов и греков, допуска местных уроженцев на ответственные церковные посты и создания смешанного совета из духовенства и мирян для управления делами православной общины. Иерусалимский Синод отклонил все эти предложения. Члены Синода заподозрили Патриарха в соглашательстве с арабами и 13 декабря низложили его. Местоблюстителем был избран 70-летний архиепископ Тивериадский Мелетий.
Патриарх Дамиан отказался признать низложение и продолжал считать себя Патриархом. В городах Палестины проходили бурные манифестации православных арабов с требованиями вернуть Патриарха к власти. Греческое духовенство было изгнано из Яффы и Назарета. Российский консул в Иерусалиме А. Ф. Круглов также поддерживал Патриарха Дамиана.
В конце января османское правительство направило в Палестину специальную комиссию для изучения обстановки. Под впечатлением массовых выступлений арабов комиссия 30 января постановила, что низложение Патриарха Дамиана является незаконным. 7 февраля власти выслали из Палестины самых непримиримых противников Дамиана — секретаря Патриархии Мелетия (Метаксакиса) и ректора Богословской школы Хризостома (Пападопулоса). 10 февраля Местоблюститель архиепископ Тивериадский Мелетий скончался от сердечного приступа. 16 февраля под давлением османского губернатора Иерусалима Синод обратился к Патриарху Дамиану с просьбой о прощении и примирении. Летом 1909 года возвращение Дамиана на престол признали Константинопольский и Александрийский Патриархи.
Тяжелейшим периодом в истории Иерусалимской Церкви стала Первая мировая война 1914—1918 годов. В условиях военного времени самостоятельность религиозных общин была упразднена, христиан призывали в армию, реквизиции разоряли хозяйство страны. Голод и холера унесли тысячи жизней. Осенью 1917 года военные действия развернулись на территории Палестины; в ноябре, когда фронт приблизился к Иерусалиму, турки арестовали Дамиана и выслали его в Дамаск. К осени 1918 года Великобритания оккупировала весь Ближний Восток.
6 сентября 1918 года Патриарх Дамиан был вторично низложен. Местоблюстителем стал архиепископ Синайский Порфирий. Однако на сторону Патриарха встал главнокомандующий на Ближнем Востоке генерал Эдмунд Алленби, в конце декабре 1918 года вернул его в Иерусалим.
Патриарх сумел подавить внутреннюю оппозицию, но его финансовое положение оставалось тяжёлым. Дамиан, осознавая свою зависимость от расположения британских властей, демонстрировал им лояльность. Это выражалось, в частности, в сближении Патриарха с англиканской Церковью. В 1925 году посетил Лондон по случаю празднования 1600-летнего юбилея I Вселенского Собора.
Напряженность в отношениях греческого клира и арабской паствы сохранялась и в 1920-х годах.
Патриарх Дамиан проявил себя стойким приверженцем церковного юлианского календаря. В 1902—1904 годы присоединился к Константинопольскому Патриархату и Священным Синодам Русской, Греческой и Румынской Поместных Церквей в официальном осуждении григорианского календаря. В апреле 1924 года патриарх Дамиан, вместе с патриархами Антиохийским Григорием IV, Сербским Димитрием и Александрийским Фотием направил Константинопольскому патриарху Мелетию IV прение в связи с календарной реформой.
В последние 2 года жизни Патриарх Дамиан из-за тяжёлой болезни отошёл от дел, Церковью управляла специальная Чрезвычайная комиссия.
Скончался 14 августа 1931 года в Иерусалиме.